# Janarius Robinson
Janarius Robinson (Panama City, 5 maggio 1999) è un giocatore di football americano statunitense che milita nel ruolo di defensive end per i Kansas City Chiefs della National Football League (NFL). Al college ha giocato per l'Università statale della Florida.

## Carriera universitaria
Robinson, originario di Panama City in Florida, cominciò a giocare a football nella locale Bay High School. Valutato come un prospetto medio-alto (quattro stelle su cinque) per il college football, ricevette offerte da università di primo piano come Alabama, Auburn, Clemson e Florida scegliendo infine di andare all'Università statale della Florida dove giocò dal 2016 al 2020 con i Seminoles che militano nella Atlantic Coast Conference (ACC) della Divisione I della Football Bowl Subdivision (FBS) della NCAA.
Statistiche al college
| Stagione | Stagione      | Stagione   | Stagione   | Stagione | Stagione | Difesa   | Difesa   | Difesa   | Difesa   | Difesa   | Difesa   |
| Anno     | Squadra       | Campionato | Conference | P        | PT       | T. tot.  | T. sol.  | T. ass.  | Sack     | Int      | FF       |
| -------- | ------------- | ---------- | ---------- | -------- | -------- | -------- | -------- | -------- | -------- | -------- | -------- |
| 2016     | Florida State | FBS Div. I | ACC        | 0        | 0        | redshirt | redshirt | redshirt | redshirt | redshirt | redshirt |
| 2017     | Florida State | FBS Div. I | ACC        | 7        | 0        | 4        | 1        | 3        | 1,0      | 0        | 0        |
| 2018     | Florida State | FBS Div. I | ACC        | 12       | 8        | 27       | 18       | 9        | 1,0      | 0        | 0        |
| 2019     | Florida State | FBS Div. I | ACC        | 13       | 11       | 48       | 24       | 24       | 3,0      | 0        | 2        |
| 2020     | Florida State | FBS Div. I | ACC        | 9        | 9        | 26       | 12       | 14       | 3,0      | 0        | 0        |
| Totale   | Totale        | Totale     | Totale     | 41       | 28       | 105      | 55       | 50       | 8,0      | 0        | 2        |

Fonte: Football Database

## Carriera professionistica

### Minnesota Vikings
Il 1º maggio 2021 Robinson fu scelto nel quarto giro (134ª scelta assoluta) del Draft NFL 2021 dai Minnesota Vikings. Il 19 maggio 2021 firmò il suo contratto quadriennale da rookie. Il 23 agosto 2021, durante la fase di preparazione alla stagione, si infortunò e fu inserito nella lista riserve/infortunati, concludendo anzitempo la sua prima stagione da professionista.
All'inizio della stagione successiva non riuscì ad entrare nel roster attivo dei Vikings e il 30 agosto 2022 fu svincolato per poi essere aggregato alla squadra di allenamento il giorno successivo.

### Philadelphia Eagles
Il 13 settembre 2022 lasciò la squadra di allenamento dei Vikings per firmare con i Philadelphia Eagles. Il 15 ottobre 2022 fu spostato nella lista riserve/infortunati per poi essere riattivato il 6 dicembre. Il 7 gennaio 2023 Robinson si infortunó nuovamente venendo reinserito in lista riserve/infortunati, senza così mai scendere in campo nella stagione che vide gli Eagles arrivare al Super Bowl LVII dove furono sconfitti dai Kansas City Chiefs.
Nel 2023 non rientrò nel roster attivo degli Eagles ad inizio stagione e il 29 agosto 2023 fu svincolato.

### Las Vegas Raiders
Il 31 agosto 2023 Robinson firmò per la squadra di allenamento dei Las Vegas Raiders. Fu elevato nel roster attivo per la partita del dodicesimo turno, la sconfitta 17-31 contro i Kansas City Chiefs, dove debuttò da professionista giocando tre snap e facendo registrare un tackle, venendo quindi riportato in squadra di allenamento il giorno successivo alla gara. Il 5 dicembre 2023 fu promosso nel roster attivo. Giocò la sua prima partita da titolare nel quattordicesimo turno, la sconfitta 0-3 contro i Minnesota Vikings, dove mise a segno il suo primo sack in carriera sul quarterback Joshua Dobbs. Concluse l'annata con sei presenze, di cui due da titolare, otto tackle e un sack.
Il 17 dicembre 2024 Robinson fu sospeso per tre gare dalla NFL per aver violato il regolamento sull'abuso di sostanze, questo probabilmente legato al suo arresto nel febbraio 2024 per sospetta guida in stato di ebbrezza. Terminò la stagione 2024 con 10 presenze, di cui una come titolare, mettendo a tabellino cinque tackle e 0,5 sack.

### Kansas City Chiefs
L'8 aprile 2025 Robinson firmò da free agent un contratto annuale da 1,1 milioni di dollari con i Kansas City Chiefs.
L'11 agosto 2025, a causa di una frattura ad un piede rimediata nella prima gara del precampionato contro gli Arizona Cardinals, Robinson fu spostato in lista riserve/infortunati, dovendo così restare fuori per tutta la stagione 2025.

## Statistiche

### Stagione regolare
| Stagione | Stagione | Stagione | Stagione | Difesa  | Difesa  | Difesa  | Difesa | Difesa | Difesa | Difesa  |
| Anno     | Squadra  | P        | PT       | T. tot. | T. sol. | T. ass. | Sack   | Int.   | P. Dev | Fmb. F. |
| -------- | -------- | -------- | -------- | ------- | ------- | ------- | ------ | ------ | ------ | ------- |
| 2021     | MIN      | 0        | 0        | 0       | 0       | 0       | 0,0    | 0      | 0      | 0       |
| 2022     | PHI      | 0        | 0        | 0       | 0       | 0       | 0,0    | 0      | 0      | 0       |
| 2023     | LV       | 6        | 2        | 8       | 5       | 3       | 1,0    | 0      | 0      | 0       |
| 2024     | LV       | 10       | 1        | 5       | 2       | 3       | 0,5    | 0      | 0      | 0       |
| Totale   | Totale   | 16       | 3        | 13      | 7       | 6       | 1,5    | 0      | 0      | 0       |

Fonte: Football Database

## Vita privata

### Arresto per guida in stato di ebbrezza
Alle 6:00 di mattina del 6 febbraio 2024 Robinson fu arrestato dalla polizia metropolitana lungo la Las Vegas Strip per sospetta guida in stato di ebbrezza da alcol, quindi rilasciato sulla parola in attesa di compatire in tribunale. Secondo quanto riportato dalla polizia, Janarius avrebbe colpito col il suo veicolo una donna nel parcheggio di un casinò; la vittima sarebbe prima rimasta intrappolata tra altri due veicoli parcheggiati ma poi avrebbe lasciato autonomamente l'area prima dell'arrivo degli agenti senza che le sue ferite fossero refertate. In seguito non furono rese pubbliche le decisioni del tribunale, ma queste portarono nel dicembre 2024 la NFL ad infliggere una sospensione di tre gare al giocatore.